# Wysoke (obwód chersoński)
Wysoke (ukr. Високе) – wieś na Ukrainie, w obwodzie chersońskim, w rejonie berysławskim, w hromadzie Tiahynka. W 2001 liczyła 1030 mieszkańców, spośród których 987 wskazało jako ojczysty język ukraiński, 40 rosyjski, 1 mołdawski, a 2 białoruski.